# 山本定子
山本 定子（やまもと さだこ、1915年7月14日 - 生没不明）は、日本の陸上競技選手。
中京高等女学校家事体操専攻科（現・至学館大学）卒。
1936年ベルリンオリンピックで女子やり投げに出場し、5位入賞を果たした。この山本の5位入賞後、日本女子やり投は長らくオリンピックでの入賞者が出ていなかったが、2024年パリオリンピック女子やり投に於いて北口榛花が優勝（金メダル獲得）し、
88年ぶりにオリンピック入賞者を出すこととなった。